# Xã Centre, Quận Marion, Kansas
Xã Centre (tiếng Anh: Centre Township) là một xã thuộc quận Marion, tiểu bang Kansas, Hoa Kỳ. Năm 2010, dân số của xã này là 479 người.